# Dornier Do C
Die Dornier Do C ist ein in den 1920er Jahren von den Dornier-Werken in Manzell am Bodensee entworfenes und gebautes militärisches Mehrzweckflugzeug in Ganzmetallbauweise.

## Entwicklung
Im Rahmen einer geplanten Lizenzfertigung von Dornier-Typen beim japanischen Unternehmen  Kawasaki Dockyard Ltd. wurde bei den Verhandlungen um 1923/1924 auch ein militärisches Mehrzweckflugzeug ins Auge gefasst, das als Aufklärer, Bomber und Transporter einsetzbar sein sollte. Claude Dornier entwickelte als Reaktion darauf die Do C, die sich eng an die Do B Komet III anlehnte, der Nachfolgerin des Verkehrsflugzeugs Do C III Komet. Bei beiden Typen sowie der zeitgleich für den Japan-Auftrag entworfenen Do D wurde aus Gründen der Zeitersparnis dieselbe Rumpf- und Tragflächenstruktur verwendet. Das Flugzeug sollte als Bewaffnung zwei starre Maschinengewehre in den Tragflächen und einen beweglichen Zwillingsstand auf dem Rumpfrücken erhalten. Bei einer Verwendung als Bomber sollte die Do C 1000 kg befördern können. Der Bau des Prototyps mit der Werknummer 56 begann ungefähr im März/April 1924 und wurde im September des Jahres vollendet. Er sollte ursprünglich ein Triebwerk mit einer Leistung von 400 bis 600 PS erhalten, erhielt am Ende aber nur einen britischen Eagle IX mit 340 PS. Als Militärflugzeug, dessen Entwicklung und Betrieb gemäß den Bestimmungen des Versailler Vertrags in Deutschland nicht erlaubt war, erhielt die Do C am 24. September das schweizerische Kennzeichen CH 126 und wurde für die Schweizer Fluggesellschaft Ad Astra Aero zugelassen. Es ist naheliegend, dass der einen Tag später durchgeführte Erstflug und die anschließende Erprobung aus diesem Grund auch auf dem Territorium der Schweiz in Dübendorf durchgeführt wurden. Als Flugzeugführer fungierte dabei der werkseigene Dornier-Pilot Georg Zinsmaier. Die Versuche, bei der das Muster eine Gipfelhöhe von 3920 Metern erreicht haben soll, erbrachten auch insgesamt zufriedenstellende Ergebnisse, so dass es am 3. Oktober den japanischen Vertretern übergeben werden konnte. Es wurde anschließend zerlegt und auf dem Schiffsweg nach Japan überführt, aber erst am 31. Dezember 1924 erfolgte die Löschung aus dem Schweizer Register.

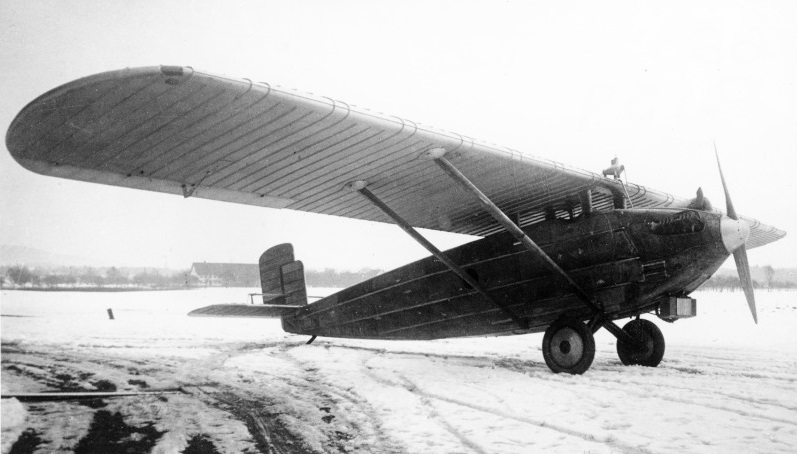
Die Werknummer 62 mit umgestalteter Bugsektion, Winter 1925

Bei Dornier in Manzell entstand in Eigenregie noch ein zweites Exemplar, dessen Bau als Werknummer 62 am 5. Juni 1925 abgeschlossen wurde. Als Dornier 1926 sein Bezeichnungssystem erweiterte, wurde ihm das Kürzel Do C Nil zugeteilt. Es erhielt das leistungsstärkere, ebenfalls britische Lion-Triebwerk mit Stirnkühler und wurde im Herbst 1925 vom Heereswaffenamt auf seine Verwendung als Nachtbomber hin geprüft, erhielt aber eine äußerst negative Beurteilung. Etwa zur gleichen Zeit bekundete Chile ein gesteigertes Interesse an Dornier-Flugzeugen und es wurde darum im September beschlossen, die Do C zusammen mit den Typen Do E und Do H nach Südamerika zu verschicken, um sie der chilenischen Seite vor Ort vorzuführen. Wahrscheinlich aus diesem Grund wurde im Winter 1925 die Bugpartie der Wnr. 62 aerodynamisch umgestaltet: Der Stirnkühler entfiel und wurde durch einen kleineren Frontkühler unterhalb des Motors ersetzt, die Luftschraube erhielt einen Spinner und der Bug eine daran angepasste Stromlinienform. Etwa im April des Folgejahres erhielt Dornier einige Exemplare des neuen BMW-VI-Triebwerks und setzte eines davon in die Do C ein. Im Verlauf des Jahres als Do C Bil verschifft, wurde sie ab Oktober 1926 in Chile erprobt und am 15. Juni 1927 von der chilenischen Marine gekauft. Erst im Oktober 1938 wurde sie außer Dienst gestellt, eine Bestellung weiterer Flugzeuge erfolgte aber nicht.

## Aufbau
Die Do C ist ein abgestrebter Hochdecker in Ganzmetallbauweise. Der Rumpf besteht aus einer tragenden Außenbeplankung aus Duraluminiumblechen mit  Verstärkungen durch Rahmenspanten und Stahlbeschlägen und außen in Flugrichtung verlaufenden aufgenieteten Profilversteifungen. Unter der offenen, mit Doppelsteuer ausgerüsteten Flugzeugführerkabine befinden sich zwei Reservekraftstofftanks. Ein Transport von Abwurfmunition im Rumpfinnern war in der Bomberrolle nicht vorgesehen, die Mitnahme von Bomben sollte an Außenstationen unter dem Rumpf erfolgen. Im Gegensatz zu ihrem mit drei bis vier viereckigen Fenstern je Seite versehenen Ausgangsmuster Komet III besaß die Do C nur je ein rundes Bullauge; von der Do C Bil dagegen existieren Fotos in Chile mit je einem viereckigen Fenster pro Seite.
Die dreiteilige Tragfläche besteht aus dem an kurzen Streben über dem Rumpf aufgesetzten Mittelstück mit dem integrierten Kraftstoff-Doppelbehälter sowie den beiden Außenflügeln, die mit je zwei selbstsichernden Steckbolzen am Mittelstück angeschlossen und mit je zwei Streben am Rumpflängsholm abgestützt sind. Sie wird aus zwei Holmen aus Stahlblechprofilen und Kastenholmen aus Duraluminium gebildet. Die Beplankung besteht aus glatten Duraluminiumblechen. Die Flügel sind durch zwei Streben je Seite zum Rumpf hin abgestützt.
Das Leitwerk besteht aus Stahlholmen und Duraluminiumrippen mit glatter Duralblechbeplankung. Die Höhenflosse mit am Boden verstellbarem Ruder ist fest mit dem Rumpf verbunden, alle Ruder einschließlich der an den Tragflächenenden befestigten Querruder mit Masseausgleich sind durch Hilfsruder aerodynamisch ausgeglichen und mit Stoff bespannt. Die Drehachsen bilden Duraluminiumrohre.
Das gummigefederte Stummelfahrwerk besitzt eine zweigeteilte Achse und ist je Hauptrad mit drei Streben zum Rumpf hin abgestützt. Bei der ersten Do C waren diese Streben mit aerodynamischen Verkleidungen mit tragflächenartigem Profil ummantelt. Der Schleifsporn am Heck ist gefedert und aus Stahl.

## Technische Daten
| Kenngröße                                 | Daten (Do C)                                       | Daten (Do C Nil)                                | Daten (Do C Bil) |
| ----------------------------------------- | -------------------------------------------------- | ----------------------------------------------- | --- |
| Besatzung                                 | 3                                                  | 3                                               | 3 |
| Spannweite                                | 19,60 m                                            | 19,60 m                                         | 19,60 m |
| Länge                                     | 12,65 m                                            | 12,65 m                                         | 12,65 m |
| Höhe                                      | 4,3 m                                              | 4,3 m                                           | 4,3 m |
| Flügelfläche                              | 62,00 m²                                           | 62,00 m²                                        | 62,00 m² |
| Flügelstreckung                           | 6,2                                                | 6,2                                             | 6,2 |
| Leermasse                                 | 2070 kg                                            | 2070 kg                                         | 2070 kg |
| Rüstmasse                                 | 2725 kg                                            | 2725 kg                                         | 2725 kg |
| Nutzlast                                  | 675 kg                                             | 675 kg                                          | 675 kg |
| Startmasse                                | 3400 kg                                            | 3400 kg                                         | 3400 kg |
| Antrieb                                   | ein wassergekühlter Zwölfzylinder-V-Motor          | ein wassergekühlter Zwölfzylinder-W-Motor       | ein wassergekühlter Zwölfzylinder-V-Motor                                                                            |
| Typ                                       | Rolls-Royce Eagle IX                               | Napier Lion IV                                  | BMW VI 5,5 |
| Startleistung Steigleistung Dauerleistung | 340 PS (250 kW) 340 PS (250 kW) 280 PS (206 kW)    | 500 PS (368 kW) 450 PS (331 kW) 438 PS (322 kW) | 630 PS (463 kW) 630 PS (463 kW) 500 PS (368 kW)                                                                      |
| Höchstgeschwindigkeit                     | 168 km/h in Bodennähe                              | 176 km/h in Bodennähe                           | 193 km/h in Bodennähe 190 km/h in 1000 m Höhe 185 km/h in 2000 m Höhe                                                |
| Marschgeschwindigkeit                     | 145 km/h                                           | 150 km/h                                        | 160 km/h |
| Landegeschwindigkeit                      | 95 km/h                                            |                                                 | 95 km/h |
| Steigzeit                                 | 7,30 min auf 1000 m Höhe 55,33 min auf 3000 m Höhe |                                                 | 5 min auf 1000 m Höhe 11 min auf 2000 m Höhe 19 min auf 3000 m Höhe 30 min auf 4000 m Höhe 61,30 min auf 5000 m Höhe |
| Reichweite                                | 650 km                                             |                                                 | 700 km |
| Dienstgipfelhöhe                          | 3500 m                                             |                                                 | 5600 m |
| Startrollstrecke                          | 100 m                                              |                                                 | |